# Franz Friedrich Droste (Politiker, 1784)
Franz Friedrich Droste (* 5. September 1784 in Bremen; † 21. September 1849 in Bremen) war ein deutscher Jurist und Bremer Senator.

## Biografie

### Werdegang und Privates
Droste war das dritte von zwölf Kindern, des gleichnamigen Senators und Juristen Franz Friedrich Droste (1753–1817) und dessen Ehefrau, der Kaufmannstochter Wilhelmine Droste, geborene Menken (1762–1839). Die Familie seines Vaters war zu Beginn des 18. Jahrhunderts aus Bielefeld nach Bremen gekommen.
Nach dem Besuch der reformierten Lateinschule und des Gymnasiums illustre studierte er seit 1803 Rechtswissenschaften an der Universität Göttingen und seit 1805 an der Universität Marburg.
Droste wohnte in der Sandstraße 4–5 (Haus Vorwärts). In erster Ehe heiratete er 1812 die Kaufmannstochter Anna Miesegaes (1785–1813), die bereits ein Jahr später starb. In zweiter Ehe heiratete Droste 1815 die Senatorentochter Rebecca Luise Kulenkampff (1791–1849), mit der er zwischen 1815 und 1833 zehn Kinder bekam. Darunter auch der nach dem Vater benannte Sohn Franz Friedrich Droste, der Kaufmann wurde und sich 1851 mit Caecilie Caroline Adami, verheiratete (Tochter des Senators Johann Helfrich Adami).

### Senator und Untersuchungsrichter
Nach seinem Studium war Droste zunächst als Advokat in Bremen tätig. In der Bremer Franzosenzeit wurde er Geschäftsführer des öffentlichen Schutzes. Er promovierte 1814 zum Dr. jur. und diente 1815 als Auditeur beim bremischen Militär.
Ab 1820 war Droste als Assessor des Kriminalgerichtes tätig.
1825 wurde er, als Nachfolger seines Vaters, in den Senat der Freien Hansestadt Bremen gewählt. Als solcher war er Direktor des Armeninstituts und Leiter verschiedener Ämter. Er war zudem Mitglied des Obergerichts und zusammen mit einem Bürgermeister Scholarch, also Leiter der öffentlichen Schulwesens. Er befand sich im ersten zwölfköpfigen Gründungsdirektorium der „Spar-Kasse“ von 1825 und unterstützte den Bau des Bremer Stadttheaters.
Zwischen Dezember 1826 und April 1828 wurde Droste zum stellvertretenden Präsidenten des Bremer Kriminalgerichts gewählt, um den amtierenden Präsidenten zu vertreten, der geschäftlich in Brasilien zu tun hatte. Da in dieser Zeit die Giftmörderin Gesche Gottfried verhaftet wurde, war er als Untersuchungsrichter für die Verhöre in dem gegen sie angestrengten Kriminalfall zuständig.